# Óscar Cardozo
Óscar René Cardozo Marín (* 20. Mai 1983 in Doctor Juan Eulogio Estigarribia, Caaguazú) ist ein paraguayisch-portugiesischer Fußballspieler.

## Karriere

### Verein
Seine Laufbahn begann Cardozo im Jahr 2003 beim paraguayischen CA 3 de Febrero, bevor er zum Club Nacional wechselte, bei dem er von 2004 bis 2006 spielte. Nach seinem Wechsel zu Newell’s Old Boys gab er am 6. August 2006 gegen Vélez Sársfield sein Debüt in der ersten argentinischen Liga. Bis zum Juni 2007 konnte Cardozo in 86 Spielen bereits 47 Tore erzielen, davon 20 in den 32 Spielen für die Newell’s Old Boys. 2006 wurde er Paraguayischer Fußballer des Jahres. In der Torneo Clausura 2007 war Cardozo nach Martín Palermo von den Boca Juniors mit neun Treffern der erfolgreichste Torschütze der Primera Division.
Im Juni 2007 wechselte Tacuara, wie Cardozo von seinen Fans genannt wird, für knapp 9,165 Millionen Euro von den Newell’s Old Boys nach Portugal zu Benfica Lissabon und war dort damit der zweitteuerste Einkauf der Vereinsgeschichte. Mit Benfica konnte er zweimal den portugiesischen Ligapokal und 2010 erstmals die Meisterschaft gewinnen. 2009 wurde Cardozo erneut zum Fußballer des Jahres in Paraguay gewählt. In der Meistersaison 2009/10 wurde er mit 26 Treffern Torschützenkönig der Liga Sagres. Im gleichen Jahr war er mit neun erzielten Toren gemeinsam mit Claudio Pizarro von Werder Bremen auch der beste Torschütze in der UEFA Europa League. In der Saison 2011/12 wurde Cardozo mit 20 Treffern erneut Torschützenkönig der portugiesischen Liga. In der Europa League 2012/13 erzielte er in acht Spielen sechs Tore und hatte damit wesentlichen Anteil am Einzug Benficas in das Endspiel.
Im Sommer 2014 wechselte er zum türkischen Verein Trabzonspor. Am letzten Tag der Sommertransferperiode 2016 wurde er vom griechischen Rekordmeister Olympiakos Piräus verpflichtet. Mit den Griechen wurde Cardozo Meister 2016/17. Nach nur einer Saison wechselte der Stürmer zurück in seine paraguayische Heimat und schloss sich Club Libertad an.

### Nationalmannschaft
In der Paraguayischen Nationalmannschaft debütierte Cardozo am 7. Oktober 2006 gegen Australien. Seinen ersten Treffer erzielte er am 6. Juni 2007 beim 1:0-Erfolg gegen Mexiko.
Cardozo nahm an der Copa América 2007 und an der Weltmeisterschaft 2010 in Südafrika teil.

## Persönliches
Im November 2014 erhielt Cardozo die portugiesische Staatsangehörigkeit.

## Erfolge

### Titel
- Portugiesische Meisterschaft: 2010, 2014
- Taça da Liga: 2009, 2010, 2011, 2012
- Griechischer Meister: 2017
- Paraguayischer Meister: Apertura 2021, Apertura 2022

### Persönliche Auszeichnungen
- Paraguayischer Fußballer des Jahres: 2006, 2009
- Torschützenkönig der Liga Sagres: 2010, 2012
- Torschützenkönig der UEFA Europa League: 2010